# Ordine del Rio Branco
L'Ordine del Rio Branco è un'onorificenza al merito del Brasile.

## Storia
L'ordine di Rio Branco è stato istituito dall'allora Presidente della Repubblica, João Goulart, con decreto n. 51,697 del 5 febbraio 1963. Successivamente, i decreti n ° 66,434 del 10 aprile del 1970 e col paragrafo 73,876 del 29 marzo del 1974 l'Ordine è stato ulteriormente modificato.
L'Ordine è destinato a premiare quanti, per benemerenza, siano divenuti degni di riconoscimento da parte del governo brasiliano, oltre ad essere il premio per fatti degni di menzione d'onore o per la premiazione di virtù civiche. L'Ordine, pertanto, può essere concesso a persone fisiche, enti giuridici, nazionali o esteri.

## Classi
L'Ordine dispone delle seguenti classi di benemerenza:
- Gran Croce (illimitato)
- Grand'Ufficiale (60 membri)
- Commendatore (50 membri)
- Ufficiale (40 membri)
- Cavaliere (30 membri)
- Medaglia (illimitato)

Il numero degli insigniti onorifici è illimitato e di norma la classe di Gran Croce viene destinata al presidente della repubblica, al vice presidente, alle più alte cariche dello stato, della vita religiosa, pubblica e sociale nonché a capi di Stato stranieri.
Gli enti che ricevono l'Onorificenza possono apporla sulla loro bandiera o sul logo aziendale.
| Nastri   |           |           |              |                 |            |
| Medaglia | Cavaliere | Ufficiale | Commendatore | Grand'Ufficiale | Gran Croce |

## Insegne
- La medaglia dell'Ordine consiste in una croce biforcata maltese smaltata di bianco avente al proprio centro un tondo d'oro con impresso in rilievo il globo terrestre dello stemma nazionale brasiliano, circondato da un anello smaltato di blu avente impresso in oro il motto UBIQUE PATRIAE MEMOR( che può essere tradotto "in qualsiasi luogo mi troverò sarò sempre memore della mia patria ").
- La placca dell'Ordine consiste in una stella raggiante d'oro o d'argento a seconda della carica caricata di una croce biforcata maltese smaltata di bianco avente al proprio centro un tondo d'oro con impresso in rilievo il globo terrestre dello stemma nazionale brasiliano, circondato da un anello smaltato di blu avente impresso in oro il motto UBIQUE PATRIAE MEMOR
- Il nastro per la croce è di colore blu bordato di bianco.